# محطة هانبت للطاقة النووية

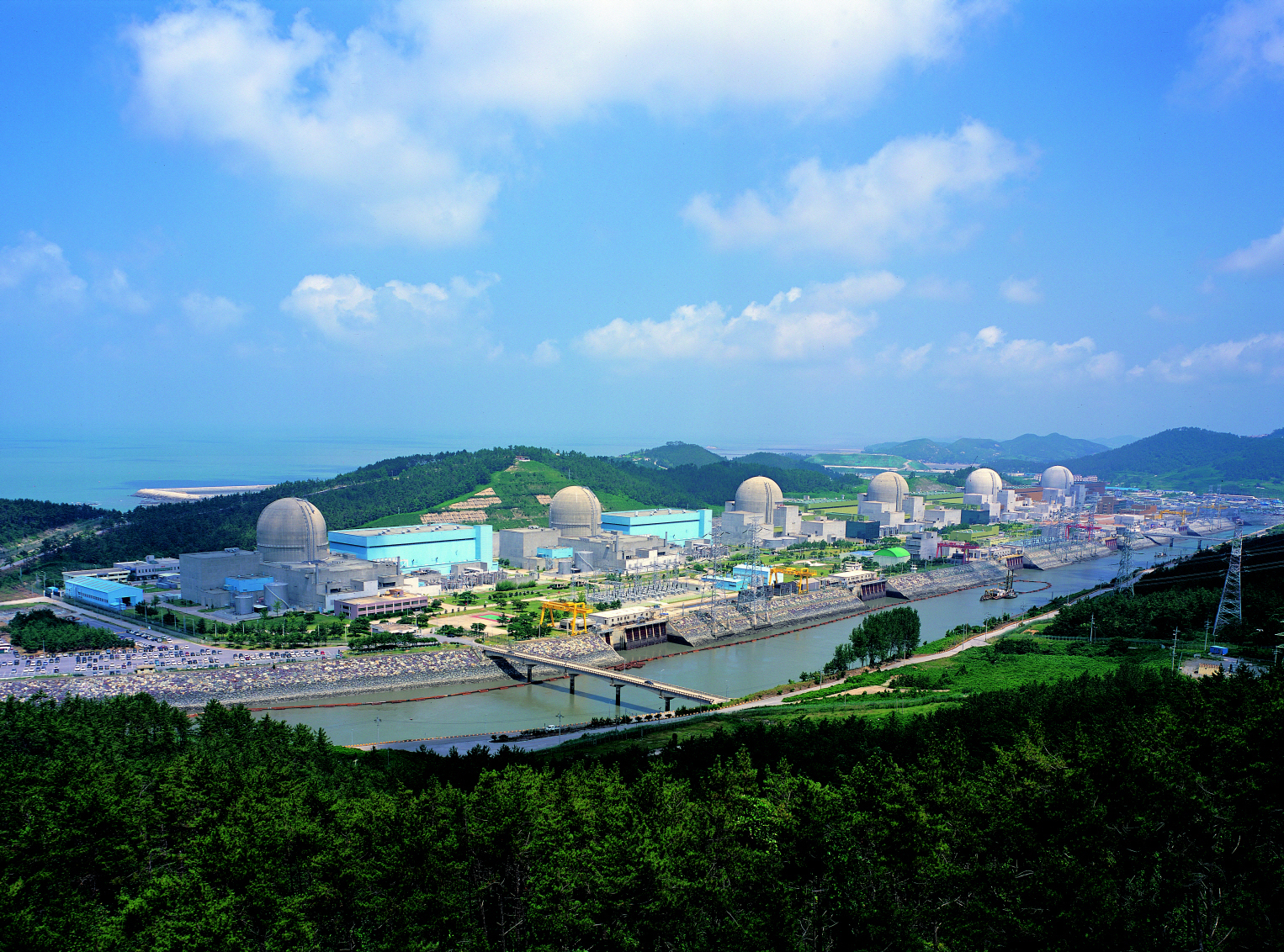
محطة هانبت للطاقة النووية

محطة هانبت للطاقة النووية هي محطة طاقة نووية كبيرة في مقاطعة جولانام دو في كوريا الجنوبية.

## نبذة
تعمل المحطة بسعة مركبة تبلغ 5,875 ميجاوات وتعد محطة الطاقة حاليا خامس أكبر محطة للطاقة النووية في العالم.

## التسمية
تم تغيير اسم المصنع من يونغغوانغ إلى هانبت في عام 2013 بناءً على طلب الصيادين المحليين بالمقاطعة.

## نوع المفاعل
جميع الوحدات في هانبت هي من نوع مفاعل الماء المضغوط حيث تم الحصول على المكونات الرئيسية من الشركات الأجنبية في حين تمت معالجة المكونات الإضافية وبناء المواقع محليا.